# Монте (округ, Аргентина)
Округ Мо́нте (ісп. Monte) — адміністративно-територіальна одиниця 2-ого рівня у провінції Буенос-Айрес в центральній Аргентині. Адміністративний центр округу — Монте (ісп. San Miguel del Monte).
Населення округу становить 21034 особи (2010). Площа — 1847 кв. км.

## Історія
Округ заснований у 1822 році.

## Населення
У 2010 році населення становило 21034 особи. З них чоловіків — 10358, жінок — 10676.

## Політика
Округ належить до 5-ого виборчого сектору провінції Буенос-Айрес.